# 山上寶訓

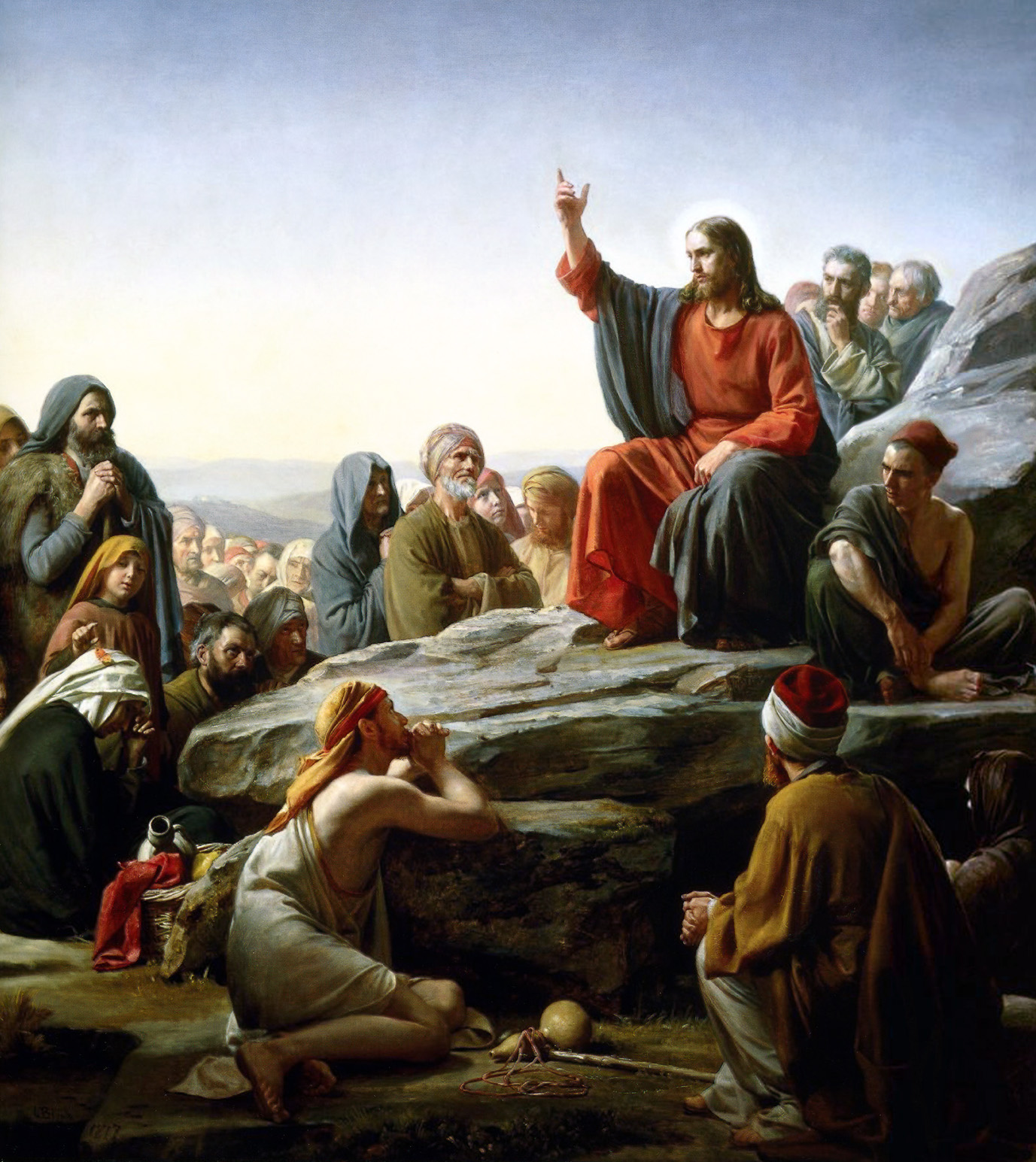
丹麦画家卡尔·海因里希·布洛赫（1834年—1890年）以登山宝训创作的绘画

山上寶訓，或譯山上圣训、登山寶訓，指的是《聖經·馬太福音》（或稱瑪竇福音）第五章到第七章裡，由耶穌基督在山上所說的话。山上寶訓当中最著名的是“天國八福” ，这一段话被认为是基督徒言行及生活規範的准则。

## 演讲背景
根據圣经，耶稣坐在山坡上发表他那著名的登山宝训。地点約在加利利海附近，很可能靠近迦百农。耶稣经过整夜向上帝祷告之后，从门徒当中挑选了十二門徒成为他的使徒。然后耶稣与他们一起下山，来到山坡的这块平地上。
这时，可能耶稣已相当疲倦而需要一点休息。然而有一大群百姓来到耶稣面前，他们当中有些长途跋涉从100至110公里以外的犹太和耶路撒冷前来。其他的则来自北面的泰尔和西顿沿岸一带的地方。他们要听耶稣讲道，也渴望他将他们的病医好。他们当中甚至包括一些被鬼灵（撒但手下的邪恶天使）缠身的人。
耶稣下山时，有病的人都上前摸他，耶稣把他们一一医好。后来，耶稣走到山坡较高的一处地方坐下来，在那里开口教训散坐在他面前平地上的百姓。
百姓热切期待这位能施行惊人奇迹的导师发表演讲。然而耶稣的传道演讲主要是为了造益他的门徒而作的，当时他们很可能坐在四周最靠近耶稣的地方。根據聖傳，马太及其他門徒把耶稣的教训记录下来，使后来的人也能够从中得益。這段演講後來也記載在馬太福音和路加福音裡。
耶稣的传道演讲深具价值的地方不仅是他深入地探讨属灵的事，同时也以显浅易明的方式把真理表达出来。耶稣引用日常的经验和人们所熟悉的事物。这样，所有渴望以上帝的方法寻求较佳生活的人均得以明白耶稣的思想。

### 与其他福音书的异同
关于这个演讲，马太福音的记载在长度方面相当于路加福音所记的四倍，但內容較精致。除此之外，路加把马太所记录的演讲部分内容列为耶稣在另一次传道演讲中所说的话。将马太福音6:9-13与路加福音11:1-4以及马太福音6:25-34与路加福音12:22-31比较一下便可以看出。差別可能是耶稣不止一次向门徒提出同样的教训，而路加则选择了一些不同的场合去把这些教训记录下来。《路加福音》（6:17–49）中记载了耶稣在下山後向群眾的訓話，與傳統上認為的山上寶訓不同。

## 地点
在当时耶稣所处的加利利地区并没有什么山，不过在临近的加利利海西岸有几座高山，因此有人认为山上宝训发生在那里，唯《路加福音》指耶穌是在平地上演講。

## 结构
- 背景（5:1-2）：介绍耶稣讲话时的背景即耶稣看到有很多人聚集在山下。
- 基本出发点（5:3-12）：“天国八福”即基督徒的行为准则。
- 主题（5:13-16）：基督徒应当作世上的盐和光：这一段构成了后面章节的基本主题。
- “成全律法”（5:17-48）：耶稣认为基督徒仍然要遵守律法，特别是十诫。
  - 总论（5:17-20）：
  - 分论（5:21-48）：
    - 论仇敌（5:21-26）和爱仇敌（5:38-48）：这一段提出了基督教中争议颇多的教义，“如果有人打你的右脸，连左脸也转过来由他打”；
    - 论奸淫（5:27-32）：耶稣认为“凡看见妇女就动淫念的，这人心里已经与她犯奸淫了”；
    - 论起誓（5:33-37）：
- 耶稣特别论述了不应將虔誠作為炫耀，即不应在别人面前故意施舍（6:1-4）、祷告（6:5-15）、禁食（6:16-18）。
- 耶稣认为只有信仰才能让信徒上天堂，并且把这比喻为“天上的财宝”。（6:19-34）
- 基督徒的言论准则：不可论断他人（7:1-6）。
- 基督徒的生活准则：努力祷告，追求自己的信仰，防止被假先知欺骗。（7:7-27） 
  - 窄门的比喻（7:13-14）：这是《圣经》中非常著名的一个比喻，耶稣认为坚持信仰的人总是少数的，而信仰的道路是艰难的。
- 結論（7:28-29）。

## 主要内容概述

### 馬太福音
根據《馬太福音》的記載，耶穌教訓民眾說：「 3/“心靈貧乏的人有福了，因為天國是他們的。4/ 哀痛的人有福了，因為他們必得安慰。5/ 溫柔的人有福了，因為他們必承受地土。6/ 愛慕公義如飢如渴的人有福了，因為他們必得飽足。7/ 憐憫人的人有福了，因為他們必蒙憐憫。8/ 內心清潔的人有福了，因為他們必看見神。9/ 使人和平的人有福了，因為他們必稱為神的兒子。10/ 為義遭受迫害的人有福了，因為天國是他們的。
11/ 人若因我的緣故辱罵你們，迫害你們，並且捏造各樣壞話毀謗你們，你們就有福了。12/ 你們應該歡喜快樂，因為你們在天上的賞賜是大的；在你們以前的先知，他們也曾這樣迫害。13/你們是地上的鹽；如果鹽失了味，怎能使它再鹹呢？結果毫無用處，唯有丟在外面任人踐踏。14/ 你們是世上的光。建在山上的城是無法隱藏的；15/ 人點了燈，不會放在量器底下，而是放在燈臺上，就照亮一家人。16/ 照樣，你們的光也應當照在人前，讓他們看見你們的好行為，又頌讚你們在天上的父。17/ “你們不要以為我來是要廢除律法和先知；我來不是要廢除，而是要完成。18/ 我實在告訴你們，就算天地過去，律法的一點一畫也不會廢去，全部都要成就。19/ 因此，無論誰廢除誡命中最小的一條，又這樣教導人，他在天國中必稱為最小的；但若有人遵行這些誡命，並且教導人遵行，他在天國中必稱為大。」（新譯本太5：3-19）

### 路加福音
根據《路加福音》的記載，耶穌教訓民眾說：「20/ 貧窮的人有福了，因為　神的國是你們的。21/ 飢餓的人有福了，因為你們要得飽足。哀哭的人有福了，因為你們將要喜樂。22/ 世人為人子的緣故憎恨你們、排斥你們、辱罵你們，棄絕你們的名好像棄絕惡物，你們就有福了。 23/ 那時你們應該歡喜跳躍，因為你們在天上的賞賜是大的，他們的祖先對待先知也是這樣。」（新譯本路6：20-23）

### 真正的快乐
人人都渴望快乐。耶稣了解到这件事，因此在登山宝训中一开始就描述那些真正快乐的人。正如经文看到的，这立刻吸引了广大听众的注意。可是，在许多人看来，耶稣的开场白必然有点自相矛盾。耶稣以自己的门徒为谈话对象，他开始这个传道演讲，说：“你们贫穷的人有福了！因为上帝的国是你们的。你们饥饿的人有福了！因为你们将要饱足。你们哀哭的人有福了！因为你们将要喜笑。人⋯⋯恨恶你们，⋯⋯你们就有福了！当那日，你们要欢喜跳跃，因为你们在天上的赏赐是大的。”
以上是路加所载耶稣的传道演讲的引言。但根据马太的记载，耶稣也提及温柔的人、慈悲的人、心地纯洁的人及使人和睦的人是快乐的。耶稣指出这些人之所以快乐是因为他们必承受地土，得蒙怜恤，看见上帝，并被称为上帝的儿子。然而，耶稣所说的快乐并非仅是指开心或欢笑，像人在嬉戏时所经历的一般。真正的快乐含有更深的意义，所指的是一种怡然自得、对生活心满意足的感觉。因此耶稣表明，真正快乐的人是那些认识自己的灵性需要，对自己的有罪情况感觉忧伤，并且得以认识上帝而事奉他的人。这样，即使他们因遵行上帝的旨意而受人恨恶或逼迫，他们也感到快乐，因为他们知道自己正取悦上帝，并且会获得上帝所赐的永生奖赏。
可是，耶稣的听众中有许多人，像今日的某些人一般，相信名成利就、安享逸乐才是使人快乐的事。但耶稣深知这种观点是错误的。他接着提出的对比必然使当时许多听众大感惊讶。他说：“你们富足的人有祸了！因为你们受过你们的安慰。你们饱足的人有祸了！因为你们将要饥饿。你们喜笑的人有祸了！因为你们将要哀恸哭泣。人都说你们好的时候，你们就有祸了！因为他们的祖宗待假先知也是这样。”拥有财富、喜笑地追求享乐和受人称赞会带来祸害呢？因为人若拥有和喜爱这些东西，就会把事奉上帝一事摒诸生活之外了。可是，惟独事奉上帝才能为人带来真正的快乐。在另一方面，耶稣并不是说仅是贫穷、饥饿和哀哭便能使人快乐。可是，处于这些不利情况的人却时常对耶稣的教训有良好反应，因此获得祝福而享有真正的快乐。
接着，耶稣对门徒说：“你们是世上的盐。”当然，耶稣并不是说他的门徒是实际的盐。盐是一种防腐剂。在耶和华的殿里，人将一大堆盐放在祭坛旁，献祭的祭司会将盐加在祭牲之上。耶稣的门徒是“世上的盐”，意即他们对人具有保全的影响。的确，他们所传的信息能够保全所有响应信息的人的性命！信息会把恒久、忠贞和忠信的品质带进这些人的生活中，保护他们不致在灵性上和道德上受到腐化。“你们是世上的光，”耶稣告诉门徒说。灯不是放在斗底下而是放在灯台上的。因此，耶稣说：“你们的光也当这样照在人前。”借着公开作见证和合乎圣经原则的模范行为，耶稣的门徒发出光来。

### 为门徒立下崇高标准
法利賽人把耶穌视为违反上帝律法的人，甚至暗谋要杀害他。因此，耶稣接着在登山宝训中解释说：“你们不要以为我来是要废除律法和先知；我来不是要废除，而是要完成。”（本引文来自圣经新译本）耶稣对上帝的律法怀有最深的尊重，并且鼓励别人也同样行。事实上，耶稣说：“所以，无论何人废掉这诫命中最小的一条，又教训人这样做，他在天国要称为最小的。”耶稣的意思是，这样的人绝不能进天国。耶稣甚至连促使人违反律法的不良态度也加以谴责。耶稣指出，律法说：“不可杀人，”但他补充说：“只是我告诉你们：凡继续向弟兄动怒的，难免受审断。”既然继续向人动怒是如此严重的事，甚至可能导致杀人，因此耶稣举例说明人应当作出多大的努力去寻求和睦。他吩咐说：“所以你在祭坛上献供物的时候，如果在那里想起你得罪了弟兄，就当在坛前放下供物，先去与弟兄和好，然后才来献你的供物。”（本引文来自圣经新译本）
耶稣把听者的注意引到十诫的第七条之上。他继续说：“你们听过有这样的吩咐：‘不可奸淫。’”可是耶稣甚至谴责人继续怀着犯奸淫的念头。“我告诉你们，凡是［继续注视］妇女以致动淫念的，心里已经犯了奸淫。”（本引文来自圣经新译本）
耶稣在这里所指的并不是偶然发生的不道德念头，而是“继续注视”。这种不断的注视会挑起人的情欲，以致一有机会便付诸行动而实际犯奸淫。人可以怎样防止这样的事发生呢？耶稣用比喻说明可能必须采取极端的步骤。他说：“若是你的右眼叫你跌倒，就剜出来丢掉。⋯⋯若是右手叫你跌倒，就砍下来丢掉。”许多时，人甘愿牺牲有毛病的实际肢体以保全自己的性命。但是耶稣为了避免不道德的思想和行动而不惜“丢掉”任何事物——即使像眼睛或手一般宝贵的东西——甚至更为重要。否则，耶稣解释说，这样的人便会被丢入矶汉拿（耶路撒冷城附近一个焚烧垃圾的地方）里。这件事象征他会遭受永远的毁灭。耶稣也论及如何应付伤害及冒犯别人的人。他的劝告是：“不要与恶人对抗。有人打你的右脸，把另一边也转过来让他打。”（馬太福音 5章39節）耶稣的意思并不是说，甚至在受到袭击时，人也不应当保卫自己或家人。以掌掴打的用意并不是要伤害别人而是要侮辱人。因此，耶稣的意思是，即使有人试图惹起打斗或争论──不论是借着实际以掌掴人抑或以尖酸刻薄的话侮辱人──报复仍是不对的。
耶稣把听者的注意引到要爱邻舍这条来自上帝的律法之上，然后说：“只是我告诉你们，要继续爱你们的仇敌，为那逼迫你们的祷告。”他进一步指出我们必须这样行的一个有力理由，说：“这样就可以作你们天父的儿子；因为他叫日头照好人，也照歹人。”耶稣结束这部分的传道演讲时劝勉说：“所以，你们要完全，像你们的天父完全一样。”耶稣并不是说人能够在一种绝对的意义上成为完美。反之，他的意思是人能够效法上帝，扩大爱心，甚至达到爱仇敌的地步。路加所写的类似记载录下耶稣的话说：“你们要慈悲，像你们的父慈悲一样。”

### 祷告和信赖上帝
耶稣在演讲中接着谴责那些故作神圣之状的伪君子，说施舍的时候，不可在前面吹号，像那假冒为善的人所行的。“你们祷告的时候，不可像那假冒为善的人，爱站在会堂里和十字路口上祷告，故意叫人看见。”相反，他吩咐说：“你祷告的时候，要进你的内屋，关上门，祷告你在暗中的父。”当然，耶稣并非谴责人作公开的祷告，因为他自己也曾作这样的祷告。他所谴责的乃是为了要引人注意而哗众取宠的祷告。耶稣进一步提出劝告说：“你们祷告，不可像外邦人，将同一的话说了又说。”耶稣的意思并不是说重复提及一件事是不对的。有一次他在祷告中也曾运用“同一的话”，可是，他却绝不赞成人把念熟的话“说了又说”，像那些手执念珠，不假思索地重复背诵祈祷文的人所为一般。
为了帮助听者祈祷，耶稣作了一个模范祷告，其中包括七项请求。头三项请求适当地留意到上帝的统治权和他的旨意，包括求上帝的名成圣，他的王国来临和他的旨意实现。其余四项是属个人性质的请求，包括为日用所需的饮食而祈求，并且求上帝赦罪，使人不致受试探过于能忍受的程度及脱离那恶者之手。接着，耶稣论及过度重视物质资财的危险。他敦促听者说：“不要为自己积攒财宝在地上；地上有虫子咬，能锈坏，也有贼挖窟窿来偷。”这些财宝不但会毁坏，而且也不能使人蒙上帝悦纳。因此，耶稣说：“要积攒财宝在天上。”借着将事奉上帝置于生活上的首位，你可以积财于天。没有人可以夺去你在上帝面前所积聚的功劳及其伟大奖赏。然后耶稣补充说：“你的财宝在哪里，你的心也在那里。”
耶稣论及唯物主义的陷阱，并为此设了一个比喻：“眼睛就是身上的灯。你的眼睛若亮了，全身就光明；你的眼睛若昏花，全身就黑暗。”眼的官能若正常，对整个身体来说，就有如黑暗中的明灯一般。若要对事物怀有正确的观点，眼睛必须保持单纯才行。这意味到目光的焦点必须集中在一件事物之上。对焦若不正确，便会使人对事物作出错误的评估，以致把追求物质东西置于事奉上帝之先，结果“全身”都变成黑暗。
耶稣用一个有力的比喻将这件事带到高潮，说：“一个人不能事奉两个主；不是恶这个、爱那个，就是重这个、轻那个。你们不能又事奉上帝，又事奉玛门（意即财利）。”“你们看那天上的飞鸟，也不种，也不收，也不积蓄在仓里，你们的天父尚且养活它。”然后耶稣问道：“你们不比飞鸟贵重得多吗？”接着，耶稣指着野地里的百合花说：“就是所罗门极荣华的时候，他所穿戴的，还不如这花一朵呢！”他继续说：“你们这小信的人哪！野地里的草，⋯⋯上帝还给它这样的妆饰，何况你们呢！”因此耶稣下结论说：“不要忧虑说，吃什么？喝什么？穿什么？⋯⋯你们需用的这一切东西，你们的天父是知道的。你们要先求他的国和他的义，这些东西都要加给你们了。”

### 生命之道
遵守耶稣的教训乃是生命之道。但这样行绝非容易。例如，法利赛人有苛刻地论断别人的倾向，很可能有许多人效他们之尤。因此，耶稣接着在登山宝训中提出忠告说：“你们不要论断人，免得你们被论断。因为你们怎样论断人，也必怎样被论断。”效法利赛人之尤对人吹毛求疵是很危险的事。据路加的记载，耶稣用比喻表明这种危险，说：“瞎子岂能领瞎子，两个人不是都要掉在坑里吗？”对别人吹毛求疵，夸大别人的过失而加以挑剔乃是严重的过犯。因此，耶稣问道：“你自己眼中有梁木，怎能对你弟兄说：‘容我去掉你眼中的刺’呢？你这假冒为善的人！先去掉自己眼中的梁木，然后才能看得清楚，去掉你弟兄眼中的刺。”这并不是说耶稣的门徒在与别人的关系上不应运用辨识力，因为耶稣说：“不要把圣物给狗，也不要把你们的珍珠丢在猪前。”来自上帝的话语的真理是圣洁的，有如比喻性的珍珠一般可贵。如果有些人像狗或猪一样对宝贵的真理毫不体会，耶稣的门徒就应当离开这些人，去找出一些较乐于聆听的人。
虽然耶稣在登山宝训的较早部分曾论及祷告，现在他进一步强调祷告必须持之有恒。他敦促说：“你们祈求，就给你们。”为了说明上帝乐意垂听人的祷告，耶稣问道：“你们中间谁有儿子求饼，反给他石头呢？⋯⋯你们虽然不好，尚且知道拿好东西给儿女，何况你们在天上的父，岂不更把好东西给求他的人吗？”接着，耶稣提出一项为人熟知的行为准则，通常称为金规。他说：“所以，无论何事，你们愿意人怎样待你们，你们也要怎样待人。”按照这条准则而生活牵涉到以积极的行动向人行善，并且以你喜欢受人对待的方式对待别人。耶稣的劝勉透露，导至生命的道路绝不易行：“你们要进窄门。因为引到灭亡，那门是宽的，路是大的，进去的人也多；引到永生，那门是窄的，路是小的，找着的人也少。”
耶稣提出警告说：“你们要防备假先知。他们到你们这里来，外面披着羊皮，里面却是残暴的狼。”耶稣指出，正如好树和坏树能够凭着所结的果子辨认出来，假先知也能够借着他们的行为和主张被人识破。耶稣继续解释说，人得以成为他的门徒并非仅是借着所说的话，而是借着所行的事。有些人称耶稣为主，但他们若不切实遵行天父的旨意，耶稣说：“我就明明地告诉他们说：‘我从来不认识你们，你们这些作恶的人，离开我去吧！’”最后，耶稣为他的传道演讲作出一个令人难忘的结论。他说：“凡听见我这话就去行的，好比一个聪明人，把房子盖在磐石上；雨淋，水冲，风吹，撞着那房子，房子总不倒塌，因为根基立在磐石上。”在另一方面，耶稣宣告说：“凡听见我这话不去行的，好比一个无知的人，把房子盖在沙土上；雨淋，水冲，风吹，撞着那房子，房子就倒塌了，并且倒塌得很大。”耶稣结束他的传道演讲时，众人都对他的教导方式大感惊奇，因为他教训他们，像有权柄的人而不是像他们的宗教领袖一般。

## 争议
关于山上宝训的主要争论集中于这些教条是否应当在日常生活中严格执行。

### 天主教
天主教会把山上圣训分成两个部分来看待，他们认为其中一些是获得救赎的基本要求，而另一些则是对人更高的要求，是信徒努力的目标。
这种观点最早由奥古斯丁提出，后来由托马斯·阿奎纳加以完善。

### 新教
马丁·路德把世界分为世俗世界和精神世界，认为山上宝训只适用于信徒的精神生活。

### 引用
1. ↑  参看路加福音6：12-23；马太福音5：1-12；路加福音6：24-26；马太福音5：13-48；6：1-34；26：36-45；7：1-29；路加福音6：27-49。

### 阅读圣经
- Text of the sermon （页面存档备份，存于）（新美国圣经）
- Text of the sermon （页面存档备份，存于） （英王詹姆士圣经）
- Text of the sermon （页面存档备份，存于） （新国际圣经）